# Calassanç (Osca)
Calassanç (Calasanz, en castellà) és un lloc de la vila de Peralta i Calassanç, a la comarca de la Llitera, a la Franja de Ponent (província d'Osca, Aragó). Calassanç és a la zona sud de la Serra de la Corrodella, al marge dret del Sosa. Aquesta zona del prepirineu aragonès fa frontera entre les comarques de la Llitera, a la qual pertany, i la Ribagorça.
És el nucli de població més antic de la Llitera (ja mencionat en un document visigot de l'any 556) i és situat sobre un turó tallat per la part est i nord, a 736 m d'altitud. El terme confina pel nord amb els de Jusseu i Aguinaliu, per l'est amb el de Gabassa, pel sud amb el de Peralta de la Sal i per l'oest amb els d'Estadilla, Alins i Sanui. Té una extensió aproximada d'uns 6 km de nord a sud i el mateix d'est a oest.

## Població
Calassanç va assolir la seva màxima població cap al 1857, any en el qual va arribar a tenir 1.003 habitants, però la població actual de Calassanç ronda les 40 persones (a causa de l'emigració dels anys 50 a 70 del segle XX), una població que aproximadament es triplica durant l'època estival.
El gentilici de Calassanç és 'calasanci' o, popularment, Canyuto.

## Llengua
El parlar de Calassanç és de transició entre el català ribagorçà i l'aragonès. S'usa la denominació xapurriau o canyuto. La llengua és greument amenaçada, actualment tan sols la parlen els pocs habitants de la vila i alguns dels seus descendents (emigrats). La segona llengua més emprada, i a la qual està derivant la parla del poble, és el castellà i en tercer lloc hi ha el català, puix que molts dels habitants van emigrar a Catalunya i els seus descendents el parlen.
Algunes paraules del cañuto són:
| Cañuto                  | Català             | Castellà        |
| ----------------------- | ------------------ | --------------- |
| Cotxo                   | Gos                | Perro           |
| Mixó                    | Moixó, Ocell       | Pájaro          |
| Somer [somé]            | Somer, Ruc         | Burro           |
| Lletó [llató]           | Porc               | Cerdo           |
| Rabosa                  | Rabosa, Guineu     | Zorra           |
| Engrineta               | Oreneta            | Golondrina      |
| Trumfa                  | Trumfa, Patata     | Patata          |
| Llugar [llugà]          | Lloc, Poble        | Lugar, Pueblo   |
| Plaça [pllaça]          | Plaça              | Plaza           |
| Carrer [carré]          | Carrer             | Calle           |
| Callarís [calleriç]     | Carreró            | Callejón        |
| Fiero                   | Lleig              | Feo             |
| Xico                    | Xic, Petit         | Pequeño         |
| Dijós [cat. ant. dejós] | A sota             | Debajo          |
| Ixe / Ixa / Ixo         | Eixe, Eixa, Això   | Ese / Esa / Eso |
| Natros                  | Nosaltres          | Nosotros        |
| Vatros                  | Vosaltres          | Vosotros        |
| Jo sigo [io]            | Jo sóc             | Yo soy          |
| Què quiers [qué quiés?] | Què vols?          | ¿Qué quieres?   |
| Ploure [plloure]        | Ploure             | Llover          |
| Medrar [medrà]          | Créixer            | Crecer          |
| Emporcar                | Emporcar, Embrutar | Ensuciar        |
| Nino / a                | Nen / a            | Niño / a        |
| Jove [txobe]            | Jove               | Joven           |
| Monyaco                 | Ninot              | Muñeco          |
| Auto                    | Auto, Cotxe        | Coche           |
| …                       | …                  | …               |

## Història
Diversos historiadors i toponimistes, com Coromines, consideren que l'origen del nom de Calassanç prové l'arrel àrab <cala> (castell) i de la llatina <sanctii> (del sant), equivalent doncs a 'castell del sant'.
Menéndez Pidal el relaciona amb Calahorra, Calamocha. L'escolapi Julio Campos, basant-se en l'esment documental de Calassanç, al segle vi, opina que el topònim derivaria del prefix preromà o cèltic <cala> i el llatí <sanctus>, amb el significat de "la muntanya del sant". Aquest sant que hauria donat nom al lloc hauria estat Cebrià de Cartago. En efecte, el culte i la dedicació a aquest sant de santuaris i esglésies a Hispània apareixen estesos a finals del segle iv, tal com insinua el poeta Prudenci en un dels seus poemes.
A mitjan segle x el comte ribagorçà Bernat fa recular els moros, fins a Calassanç. En aquest segle, aquesta vila apareix sovint com a punt de conquesta dels Comtes d'Urgell. Arnau Mir de Tost prengué Calassanç i Gabassa amb l'ajuda dels comtes d'Urgell i els de Barcelona. L'any 1083 Ermengol IV d'Urgell assetjà Calassanç, i va lliurar a la canònica de Solsona els pobles de Gabassa i Purroi de la Solana. Per fi, el 1090 caigué Calassanç juntament amb altres castells del nord de la Llitera: Rocafort, Pelegrinyó, Camporrells, etc. El dia 8 de març d'aquest any lliura el temple de Sant Cebrià, que havia estat transformat en mesquita pels musulmans, a la canònica de Solsona.
L'any 1092, a la mort d'Ermengol IV, el castell de Calassanç passà al seu fill Ermengol V, encara que el 1096 es perdrà després d'una ràtzia dels moros de Lleida.
Dos anys més tard, Pere I d'Aragó, que volia dominar la vall del Cinca, assetja Calassanç, segons narra l'historiador Zurita. La llegenda diu que al seu setial oficial portava sempre la imatge de la Mare de Déu de la Ganza i quan es va conquerir Calassanç, després d'un llarg setge, la Mare de Déu li ordenà que li construïssin una ermita. Aquesta conquesta es va fer el dia de sant Bartomeu (24 d'agost) de l'any 1102, segons consta al Fragmentum Historicum ("Dominus Petrus filius eius tenuit comitatum qui anno incarnatione Domini MCII cepit Calasanz").
El rei va manar de construir l'ermita de sant Bartomeu i va donar una fira a la localitat. Calassanç va passar, doncs, a dependre territorialment del regne d'Aragó.
L'any 1124, en una estada a la vila, el rei Alfons I d'Aragó i Pamplona, concedeix furs de població a l'Aïnsa. Dos anys més tard, al seu castell s'esdevé l'entrevista del rei aragonès amb el comte de Barcelona i els seus dos fills, Ramon Berenguer III i Berenguer Ramon. Després de la derrota patida a les portes de Fraga per Alfons I, Calassanç passa al domini territorial del comtat d'Urgell. En morir Jaume I, Calassanç passarà al comtat ribagorçà fins a final del segle xvi. Existeix un document reial de l'any 1332 que parla de la sal de les salines de Peralta de la Sal i Calassanç.
En ple segle xvi es va construir l'actual parròquia de Sant Cebrià, que substituiria a la primitiva església romànica.
Per un reial decret l'any 1708, les salines de Calassanç, com les d'altres viles, passen a la corona; i l'any 1736 se'n prohibirà l'extracció de sal.
En el «Diccionari Geogràfic» de Pascual Madoz es diu que Calassanç té, cap a l'any 1842, 150 cases, una plaça quadrilonga, una casa abacial de bona construcció amb horts de secà i regadiu, una casa de la vila arruïnada i una mala presó incòmoda i insalubre. Compta, a més a més, amb una escola de primeres lletres, amb 25 alumnes i dotada de 1.234 rals de billó.
Segons la guia de la província d'Osca d'Adrià Hernández Cerezo, l'any 1908 la població tenia 772 habitants i era en el districte electoral de Benavarri. El seu alcalde era Cándido Panzano, el secretari Jaume Peirón, el jutge Enric Rami, el rector Josep Rodrigo i els mestres Josep Riverola i Maria Gavín. Existien en aquell any a la localitat dues botigues de queviures, dos molins d'oli, dues fusteries, dues ferreries, dues sastreries i dues botigues de teixits. Els propietaris més importants eren Ignaci Paül, Pius Naval i Ramon Sesé.
L'any 1970 s'uneixen els municipis de Quatrecorz, Gabassa, Peralta de la Sal i Calassanç amb la nova denominació de Peralta i Calassanç, amb seu municipal a Peralta de la Sal.
L'any 1981, Antonio Alós Pascau publica el llibre Calasanz, amb l'important mèrit de recollir romanços i poemes en la parla local.
L'any 1990 neix "el trunfas" creador dels vehicles autopropulsats, entre els quals el trunfimòbil i la fanticmòbil.
Actualment, la població continua mantenint la seva peculiar bellesa i tipisme i l'encant propi de les viles medievals amb bells paratges com Foncalent o l'Estretet de Sorribes.

## Arquitectura
Calassanç és una vila que conserva tota la puresa de les antigues poblacions de muntanya, car manté la seva estructura medieval, amb un traçat sinuós de carrers, adaptat a l'orografia del terreny.
Les façanes de les antigues casetes i cases senyorials dels segles XVII i XVIII reflecteixen l'antiga esplendor de la vila. Moltes mantenen les velles pedres esculpides amb els escuts familiars i els motius decoratius de les portes adovellades o els detalls arquitectònics més simples, però alhora més integrats en un conjunt urbà rural característic d'un lloc de muntanya en el qual la tranquil·litat dels seus estrets carrerons sembla haver detingut el pas del temps.
En ser el nucli urbà sobre un turó, hi ha bells racons on gaudir de les meravelloses vistes sobre tota la comarca.
Escampades pel seu extens terme, com a record de l'ús dels seus camps com a llocs de cultiu i de pastura d'abundants ramats, encara hi podem trobar masos, torres i pletes encara que la majoria estan abandonades i mig derruïdes.

### Església parroquial de Sant Cebrià
L'església parroquial del segle xvii és dedicada a sant Cebrià. Hi destaca la torre de dos cossos i coberta plana i les riques guixeries de tradició mudèixar de l'interior.

### Castell
Sobre el cim del turó on hi ha la vila, trobem un complex arquitectònic conegut com "Es Castell", fortificació que dominava la població.
És una construcció islàmica que formava part d'una línia defensiva de la frontera superior de l'Àndalus al segle x i XI, al costat d'altres castells com els de Barbastre, Montsó, la Mora de Peralta (Montmagastre), Estopanyà i Balaguer.
Avui només se'n conserven unes poques restes: un aljub d'aigua pluvial que estava cobert, restes d'una cambra i una petita torre de vigilància en el vessant de la muntanya, al costat d'un llenç de muralla, encara que aquestes construccions potser ja corresponen a una reforma d'època cristiana.
- Història: Aquesta fortificació va ser conquistada per Ermengol IV d'Urgell cap a 1084, encara que es va tornar a perdre i Pere I d'Aragó la va reconquerir definitivament el 1098, després d'un llarg setge. En aquest castell de Calassanç, el rei Alfons I d'Aragó i Pamplona va concedir les cartes de repoblació de l'Aïnsa, Almudébar i Sarinyena el 1124. Formava part del comtat de Ribagorça i va ser possessió de Ponç de Cabrera (1236) i dels Montcada fins al segle xv.

### Ermita de San Bartomeu
Al costat de les restes del Castell hi ha una ermita romànica del segle xii. És un edifici d'una sola nau, amb dues capelles laterals afegides en data posterior a la de la construcció original, i un absis semicircular orientat a l'est. La volta és un arc apuntat i el nivell del sòl interior és més baix que el de l'exterior, al qual s'accedeix per unes àmplies escales en angle. La porta d'entrada és en arc de mig punt amb arquivoltes molt desgastades, en les quals els efectes de l'erosió han donat una aparença molt peculiar.
- Història: la va fer edificar Pere I d'Aragó l'any 1102, després d'haver pres la fortalesa en el dia de Sant Bartomeu (24 d'agost), i va ser consagrada el 24 d'agost de 1103 pel bisbe Ponci de Roda-Barbastre, en la festivitat del titular. Va ser donada al monestir benedictí de Santa Maria d'Alaó i va ser elevada a la categoria de prioral, que va mantenir fins a 1750.

- L'ermita es va començar a restaurar en la segona meitat dels anys vuitanta, restauració que es va acabar en els primers anys del segle XXI.

### Ermita de la Gansa
A la partida de la Gansa existeix una ermita sota l'advocació de Mare de Déu de la Gansa; és d'una sola nau i de construcció senzilla, però tota de pedra de pedrera, amb una casa contigua, en la qual, anys arrere, vivia l'ermità.

## Llocs notables

### La font
Des del portal de la vila, prenent el camí que condueix a les salines, arribarem a la Font, després de recórrer uns 400 m. És al paratge anomenat Sant Climent. És la font que va proveir la població durant segles. Està construïda amb carreus i rematada per una motllura que forma un arc de mig punt sota el qual hi havia la pila. Compta amb un abeurador per al bestiar i un petit safareig, amagat per la vegetació. Actualment no s'usa; de fet, l'asfalt del camí que hi condueix l'oculta parcialment.

### Pou del gelo (Pou de gel)
A uns 600 m del portal de la vila, (prop del salinar) existeix un pou de gel (en aragonès "pou de chelo") molt ben conservat. El pou és en un emplaçament idoni, orientat al nord i a prop del rierol format per l'aigua sobrant de la font del poble. Durant els dies freds d'hivern, s'hi recollia el gel format al rierol així com la neu caiguda o, fins i tot es tirava aigua directament a l'interior en els dies de gelades perquè s'hi glacés. Una vegada dintre, el glaç s'enduria, alternant capes de gel amb capes de palla, per al millor manteniment. Al fons del pou existeix un sistema de drenatge que permetia l'evacuació de l'aigua produïda en el desglaç i d'aquesta forma no s'accelerava el de la resta.
La utilitat del pou de gel era l'obtenció de gel per al transport i manteniment d'aliments, així com per a l'elaboració de gelats i refrescos. També s'usava en medicina, com a mitjà de calmar el dolor, atenuar inflamacions o detenir hemorràgies.
Al llarg de la comarca hi ha altres pous de gel com els de Peralta de la Sal, Fonts o els que posseïen els pares escolapis en la seva finca del veí terme de Baells.

### Salinar
A un quilòmetre del portal de la vila hi ha les salines de la població, complex format per un pou d'aigua salada juntament al qual hi ha les eres (o basses) per elaborar la sal. Les salines de Calassanç aprofiten l'aigua salada que es recull en un ample pou que és al fons del barranc. L'aigua salada es recollia en basses (o eres) d'àmplia superfície i poc fons, fent-la passar gradualment d'una a l'altra mitjançant canals. D'aquesta manera, es facilitava la ràpida evaporació del líquid mentre les sals que portava en dissolució quedaven dipositada en les basses. La temporada començava el 15 de juny festivitat de Sant Guiu, patró dels saliners i en funció de la temperatura estival i presència o no de pluges s'extreia menor o major quantitat.
Les salines de Calassanç són conegudes ja al segle xiv en un document dirigit per Alfons III als representants de la vila de Naval l'any 1332. El comerç de sal va tenir bastant sortida cap als mercats de Catalunya i França, cap on sortien cada any més de 4.000 cafissos d'aquestes salines fins que en 1686 va caure dràsticament en imposar-se un impost sobre aquest producte. En 1708 totes la salines del Regne d'Aragó van ser incorporades a la Corona, tancant-se aquest salinar en el segle xviii per ordre del rei Felip V (es va pagar a cadascun dels seus propietari – 25 particulars – unes rendes anuals que van ser abolides en els processos de desamortització de 1870). Durant el segle XX van ser reobertes (i reconstruïdes durant l'any 1953) per a la seva explotació comercial. Actualment no existeix activitat estant les seves instal·lacions en desús. La sal ha estat sempre un producte de primera necessitat tant per a l'home com per al bestiar i indústria, sent la seva importància encara major en els temps passats per a la conservació dels aliments.

### Molins fariners
Aprofitant les aigües del barranc de Sorribas hi havia dos molins fariners, el Molino d'Alto (de dalt) i el Molino de Baix. Aquests molins són del tipus de bassa i galleda (molí d'aigua) donat el minso cabal d'aigua que els alimenta; l'aigua s'acumulava en una bassa i una vegada plena, amb el volum d'aigua emmagatzemat i gràcies al salt d'aigua natural, ja es podia efectuar la molta del gra. Existia també en aquests molins una mini central hidràulica que produïa electricitat per a l'enllumenat de la població però, a causa de la poca potència de la instal·lació, només havien quatre bombetes per casa de les quals únicament podien il·luminar dues al mateix temps. Durant el dia s'omplia la bassa i al capvespre es començava la molta i producció d'energia elèctrica.
Aquests dos molins van ser propietat de l'església fins a la Desamortització del segle xix. El 1856 van ser adquirits per José Rami Cambray i la seva esposa, qui a l'any següent van compartir la propietat amb altres catorze veïns de Calassanç. El 1917 es va fer càrrec l'últim moliner procedent d'Osca, contractat per engegar, a més, una mini central hidràulica que va començar a funcionar en 1923 per espai d'uns 25 anys. Acabada la guerra civil, i amb l'electrificació rural, es va iniciar el declivi dels antics molins fariners que van ser desplaçats per les modernes fàbriques de farina per cilindres, mogudes ja per energia elèctrica. Els molins de Calassanç es van tancar a mitjans de la dècada dels quaranta del segle xx. En l'actualitat no queden en peus cap dels 2 molins, conservant-se únicament parts de l'antiga bassa i algunes restes de la seva estructura.

## Topografia i botànica
El terreny és muntanyós i creuat de rierols, barrancs i serralades, existint en ells algunes carrasques, boix, romaní, farigola i altres arbusts.
Les seves principals muntanyes són les anomenades Ardós, Berguellí (aquestes dues muntanyes van ser sempre lloc de pastura d'abundants ramats), Cánigo i Sardanella.
El terme està dominat pel cim de Buñero que, amb els seus 1.109 m, posseeix la màxima altura comarcal.

## Agricultura i ramaderia
La vila de Calassanç, igual que un gran nombre de pobles de la zona, treballa amb cultius de secà. Es conreen oliveres, ametllers, vinyes i cereals.
Pel que fa a la ramaderia, existeixen algunes granges de conills, porcs i cabres. També va haver-hi una granja d'estruços però ja no existeix en l'actualitat.
Existeix un vedat esportiu de caça, amb una bona abundància de porcs senglars, llebres, perdius…

## Festes
Les festes patronals tradicionals se celebren per Cebrià de Cartago (17 de setembre). Actualment se celebra, durant el cap de setmana previ o posterior a aquesta data, un menjar popular on assisteixen un gran nombre de persones.
Tal com s'indica en altres apartats d'aquest article, entre els anys 50 i 80 es produí una forta emigració a la vila. Això va fer que per les dates del patró de Calassanç (Sant Cebrià – 17 setembre) el nombre d'habitants a la població fos molt reduït. El 1978 els joves del poble decidiren instaurar la Festa Major pel mes d'agost, aprofitant que per aquestes dates, durant les vacances d'estiu, s'ajuntaven tots els "cañutos" (naturals de Calassanç) que per una raó o una altra havien hagut d'emigrar, i la població augmentava considerablement.
Des d'aleshores, cada any se celebra durant el primer cap de setmana d'agost la Festa Major de Calasanz. La data dels festejos pot variar de cap de setmana en funció de les festes dels pobles del voltant (perquè no coincideixin en dates) i la seva durada acostuma a ser de 4 ó 5 dies en funció de les activitats organitzades per la Comissió de Festes.
Durant 4 dies la Comissió de Festas (formada pels mateixos joves del poble) organitza activitats per totes les edats. Les activitats més tradicionals són:
- Sopar popular
- Balls tots els dies amb sessions de vespre i nit
- Ronda Jotera
- Jocs per nens
- Trofeu de guinyot
- Trofeu de palitrocs

Altres de les activitats que s'han anat realitzant en funció del programa de festes són:
| * Partit de futbol | * Competició de tir al plat   | * Karaoke | * Concurs de truites   | * Caminades                  |
| * Exposicions      | * Esmorzar o berenar populars | * Gimcana | * Revista de varietats | * Espectacle d'il·lusionisme |

Altres festivitats celebrades a la vila són:
- 24 d'agost (San Bartolomé); es visita l'ermita del mateix nom, existent sobre el turó on s'enclava el nucli urbà del municipi, i es realitza una misa en commemoració.
- Dilluns de Pasqua; es visita l'ermita de Nuestra Señora de la Ganza i se celebra allà una misa. Aprofitant que baixa un gran nombre de veïns es reparteix entre la gent coca i vi i es realitza el sorteig d'una Mona de Pasqua.

## Serveis
A causa de la forta emigració que ha sofert la vila, el nivell de serveis és nul, no existint escola, restaurant, botigues de queviures i un llarg etcètera que també sofreixen un gran nombre de pobles de l'alt Aragó. Des del 3 de juliol de 2004, la Vila de Calassanç disposa d'una casa rural, Casa Plana (Casa Plana), on poder menjar i descansar. El 2011 l'Ajuntament adequa el Local social dels Jubilats, construint una petita barra de bar i obrint una petita sala annexa on s'instal·la una pica. Des del 21 d'abril de 2011, gràcies a la col·laboració dels joves, la gent del poble i de la Comissió de Festes, es gestiona aquest local que serveix de punt de trobada on poder jugar partides de cartes, xerrar amb els amics, jugar al futbolí, veure la TV i prendre algun refresc.